# China National Building Material
China National Building Material Co., Ltd. eller CNBM er en kinesisk statsejet producent af cement og andre byggematerialer med hovedkvarter i Beijing. Deres produkter omfatter cement, letvægtsbyggematerialer, fiberglas, gips og solceller.
CNBM blev børsnoteret på Hong Kong Stock Exchange 23. marts 2006. Oprindeligt blev virksomheden etableret i 1984.